# Geophilus silesiacus
Geophilus silesiacus är en mångfotingart som beskrevs av Haase 1881. Geophilus silesiacus ingår i släktet Geophilus och familjen storjordkrypare.
Artens utbredningsområde är Tyskland. Inga underarter finns listade i Catalogue of Life.